# Miguel Obando Bravo
Miguel Obando Bravo S.D.B. (La Libertad, 2 februari 1926 – Managua, 3 juni 2018) was een Nicaraguaans geestelijke en een kardinaal van de Rooms-Katholieke Kerk.
Obando Bravo trad in 1949 in bij de orde van de Salesianen van Don Bosco, waar hij op 10 augustus 1958 priester werd gewijd. Hij was hoogleraar wis- en natuurkunde in Nicaragua en El Salvador. In de organisatie van de Salesianen in Midden-Amerika vervulde hij voorts diverse functies.
Op 18 januari 1968 werd Obando Bravo benoemd tot hulpbisschop van Matagalpa en tot titulair bisschop van Putia in Byzacena; zijn bisschopswijding vond plaats op 31 maart 1968. Op 16 februari 1970 volgde zijn benoeming tot aartsbisschop van Managua.
Obando Bravo speelde een belangrijke politieke rol in zijn land. Hij onderhandelde mee de vredesakkoorden van 1979 die leidden naar de machtsovername door de sandinisten en verklaarde zijn steun aan de opstand tegen Somoza. Maar later steunde hij de contra's tot woede van de sandinistische regering. Na de verkiezingsnederlaag van de sandinisten in 1990 kwam er een verzoening tussen Daniel Ortega en de Obando Bravo. Hij zegende zelfs het huwelijk in tussen Ortega en Rosario Murillo.
Obando Bravo werd tijdens het consistorie van 25 mei 1985 kardinaal gecreëerd. Hij kreeg de rang van kardinaal-priester. Zijn titelkerk werd de San Giovanni Evangelista a Spinaceto. Hij nam deel aan het conclaaf van 2005. Voor het conclaaf van 2013 was hij niet meer stemgerechtigd.
Obando Bravo ging op 1 april 2005 met emeritaat.
- Biblioteca Nacional de España: XX5405738
- Gemeinsame Normdatei: 119174154
- International Standard Name Identifier: 0000 0000 7859 8525
- Library of Congress Control Number: n85064598
- Système universitaire de documentation: 03299396X
- Virtual International Authority File: 30340924
- WorldCat: E39PBJjxt6XYjRG9gbr8MGbGHC